# Hinche
Hinche (Ench w haitańskim kreolskim) – miasto w środkowej części Haiti, niedaleko granicy z Dominikaną, stolica Departamentu Centre. W swej historii miasto co kilka lat zmieniało swoją należność. Na przemian podlegał Dominikanie i Haiti. W celu rozwiązania tego problemu w 1929 został zawarty między tymi dwoma państwami traktat zmieniony w 1936 kiedy miasto zostało na stałe przyznane Republice Haiti. Obecnie Hinche jest zamieszkane przez około 50 000 ludzi.